# Josef Pazderka (sbormistr)
Josef Pazderka (12. června 1916, Nová Paka – 18. června 1979, Liberec) byl učitel a sbormistr.

## Život a působení
Po studiích na učitelském ústavu v Jičíně působil jako praktikant a výpomocný učitel na několika vesnických školách. Od roku 1946 se usadil v Liberci, kde učil na odborné škole pro ženská povolání, dále na pedagogickém gymnáziu a po studiích na Vysoké škole pedagogické v Praze na Pedagogickém institutu v Liberci. Docenturu získal roku 1963. Jako sbormistr pracoval s několika sbory na školách, roku 1948 se stal uměleckým vedoucím pěveckého sboru Ještěd, který pod jeho vedením získal řadu ocenění nejen u nás[kde?], ale i v Itálii, Francii, Velké Británii, Dánsku, či Holandsku.
Od roku 1965 působil na Pedagogické fakultě v Ústí na Labem jako vedoucí katedry hudební výchovy.

## Ocenění
Získal řadu ocenění, například: uznání ministerstva školství a kultury k 50. výročí pěveckého sboru Ještěd, Vzorný učitel, Cena města Liberce, Vzorný pracovník kultury, vyznamenání Za vynikající práci.